# Bazooka (Nederlandse band)
Bazooka was een Nederlandse band die in 1979 werd opgericht door Theo Hoek.
Aanvankelijk waren punk- en new wavegroepen bronnen van inspiratie maar later breidde dit uit naar modern klassieke muziek en Minimal Music. De band stopte in 1984.

## Geschiedenis
Midden jaren zeventig kende de universiteit van Nijmegen een linkse subcultuur. De 'kritiese' soundtrack daarvan werd mede verzorgd door een politiek theatergezelschap met de welriekende geuzennaam Het Vloojentejater. De muziek voor dit gezelschap werd mede gecomponeerd door Theo Hoek, student sociologie uit Eindhoven. Boudewijn van der Wagt bracht Hoek in 1978 in aanraking met de energie van punk, new wave en no wave, die nieuwe stromingen in de pop van die dagen. Daarop startten Hoek, Hans Dekkers en Guus de Klein (eveneens afkomstig uit het Vloojentejater) een nieuwe band: Bazooka.
De beslissing om een eerste plaat uit te brengen viel eind april 1980, tijdens de Kroningsrellen in Amsterdam. De hoes van `Is er meer dan dit hier` werd ontworpen door Van der Wagt en verwees naar de `strakke` kunst van Mondriaan en De Stijl, die in deze periode van relatieve schaarste en hoge werkloosheid werd herontdekt. Guus de Klein had de band inmiddels al verlaten. In 1981 bracht Bazooka de ep `Serie Serie` uit, samen met de band Das Wesen, waarin Boudewijn van de Wagt zong en bas speelde. De Bazookacomposities bleven tot dan toe binnen de grenzen van de popmuziek. 
In 1982 werd in Nijmegen de stichting Akzidanz opgericht door de groepen Bazooka, Mekanik Kommando, Das Wesen en Vice, die platen uitbracht van de groepen.
Hoek besloot gitaar te gaan studeren aan het conservatorium te Arnhem en verdiepte zich in de modern klassieke muziek. Vooral Stravinsky werd een grote inspiratiebron voor zijn composities. Het experiment werd belangrijk: meerstemmige zang, polyritmiek, klassiek gitaar. Van die ontwikkeling getuigt de lp `A Igor S`, in 1982 uitgebracht op het Nederlandse platenlabel Torso en geproduceerd door Dirk Polak en Bazooka. Ook de beeldende kunst kreeg een steeds grotere rol. Kunstenares Bea de Visser maakte een videoclip van `B nummer een'. En met videomakers Hans van de Maarel en Harrie Timmermans ontstond een videoclip van 'D dans', geïnspireerd door de op-art van Vasarely. Tijdens concerten van Bazooka konden steeds meer -volgens sommigen schokkende- filmpjes worden vertoond, waaronder ook bij het nummer 'De Rukpiloot'. 
Vanwege de complexiteit van nieuwe composities kwam de nadruk steeds meer op het studiowerk te liggen. Dat onderstrepen de lp's `Zwevende Vlakken` en `De Platte Pet'. Met dit laatste werk bereikte Bazooka een creatief plafond. In 1984 kwam er dan ook een einde aan het bestaan van de band. Hoek besloot zich meer te bekwamen in het vak van componeren. Op basis van het Bazooka-materiaal maakte hij in 2002: `De Bazooka Suite'. Dit werk werd uitgevoerd tijdens het Festival `Noten om te quoten` dat in Nijmegen werd georganiseerd door Bas Andriessen. 
De lp's van Bazooka verschenen in een beperkte oplage en waren al jarenlang alleen met enig geluk te vinden in de tweedehandsbakken. De groep leek te verdwijnen in de vergetelheid. In 2010 bracht echter het Franse label Infrastition het gehele 'vinyl-oeuvre' opnieuw uit op cd met daarbij een dvd van authentiek beeldmateriaal en videoclips.

## Bezettingen
- Theo Hoek: gitaar, zang
- Hans Dekkers: keyboard, zang
- Hans Freriks: drums, zang
- Huub Urlings: bas, zang
- Peter Hoeks: bas , zang
- Bart Spaan: piano
- Jan Noordman: cello
- Jeannette van Ditzhuijsen: zang

## Discografie
- Is er meer dan dit hier (Mini lp 1980)
- Serie Serie (ep 1981)
- A Ior S (Mini lp 1982)
- Zwevende Vlakken (lp 1983)
- De Platte Pet (lp 1984)
- The complete Bazooka recordings 1980-1984 (Dubbel cd 2010)
- The Bazooka bonus dvd (dvd 2010)